# Alexandr Alfredovič Bek
Alexandr Alfredovič Bek (rusky Александр Альфредович Бек; 3. ledna 1903 Saratov – 2. listopadu 1972 Moskva) byl ruský sovětský spisovatel a novinář.

## Život
Narodil se v Saratově do rodiny generála zdravotní služby, hlavního lékaře vojenské nemocnice Alfreda Vladimiroviče Beka. V Saratově strávil mládí, zde dokončil střední školu. V šestnácti letech vstoupil do Rudé armády, v občanské válce bojoval na jižní frontě pod Uralskem a byl raněn. Beka si všiml hlavní redaktor divizních novin a zadal mu napsání několika reportáží. Tady začala literární kariéra. Stal se prvním redaktorem novin Novorossijskij rabočij.
Ovlivněn pobytem na novostavbě v Kuzněcku vydal v roce 1935 první novelu Kurako. Črty a recenze začaly otiskovat Komsomolskaja pravda a Izvestije. Od roku 1931 spolupracoval v redakcích Istorija fabrik i zavodov a Ljudi dvuch pjatiletok a v Kabinětě memuarov, který byl založen z podnětu Maxima Gorkého.
Po vypuknutí Velké vlastenecké války vstoupil do Krasnopresněnské střelecké divize, jako válečný dopisovat bojoval u Vjazmy a došel až do Berlína, kde se dočkal Dne vítězství.
Ve válečných letech 1942–3 napsal nejznámější dílo Volokolamskoje šosse.

## Dílo
- Кружок друзей книги в рабочей библиотеке – Charkov, 1927
- Вечер Максима Горького в клубе – Moskva, ГИЗ, 1928
- Жизнь Власа Лесовика – Moskva, Sovětskij pisatěl, 1939
- Курако Moskva, Molodaja gvardija, 1939, přepracované vydání – 1953, 1958
- Волоколамское шоссе 1945 (v následujících letech se dočkalo 27 vydání v ruštině); česky:  Za námi Moskva!. Praha: Tiskové oddělení Hlavní správy výchovy a osvěty při MNO, 1945-1946.

Realistickým vylíčení bojů a pěchotní taktiky v moderní válce se kniha stala základní četbou mladých důstojníků Rudé a později Sovětské armády, vojáků ozbrojených sil vznikajícího státu Izrael a příslušníků většiny socialistických a revolučních hnutí na sklonku 20. století.
Dílo patřilo mezi oblíbenou četbu Fidela Castra a Che Guevary.
- Доменщики 1946
- Тимофей — открытое сердце 1948; česky:  Sovětský člověk. Praha: Naše vojsko, 1950.
- Зерно стали Moskva, Профиздат, 1950  Zrno oceli. Praha: Československý spisovatel, 1953.
- Тимофей Открытое сердце Moskva, 1955
- Жизнь Бережкова (Талант), 1956 (Роман-газета); česky: Život Berežkovův z rus. orig. přel. Josef Sedlák Praha : Svět sovětů, 1958, [spr. 1957 (Brno] : Brněn. knihtisk.)
- Резерв генерала Панфилова 1961
- Несколько дней Moskva, 1961; česky:  Několik dní. Překlad Josef Sedlák; ilustrace Vladimír Bidlo. Praha: Naše vojsko, 1963.
- На фронте и в тылу Moskva, Воениздат, 1965
- Мои герои — Moskva, Советская Россия, 1967
- Почтовая проза Воспоминания, статьи, письма, Moskva, Советский писатель, 1968
- Новое назначение Frankfurt nad Mohanem, 1972 (v SSSR 1987—1989 alespoň 10 vydání); česky: Nová kariéra z ruš. přel. Milan Horák (překladatel), verše Jiří Honzík ; doslov Miroslav Zahrádka ; obálka, vazba a graf. úprava Pavel Hrach Praha : Lidové nakladatelství, 1988 (Přerov : Tisk 4)
- В последний час — Moskva, Воениздат, 1972
- На своем веку Leningrad, 1975; Moskva, 1976
- На другой день — Moskva, Известия, 1990

- česky: Osmý prosinec; přeložil Jan Mareš ; Ilustroval V. Sivko] Praha : Naše vojsko, 1946 (Frýdlant v Č. : Hraničářská knihtiskárna F. Riemer v nár. spr.),  Za námi Moskva. Překlad Jan Mareš; ilustrace Jiří Říha. 18. (v NV 17.), Osmý prosinec 3.. vyd. Praha: Naše vojsko, 1971. 301 s. (Světový válečný román).